# Helmut Koch (Betriebswirt)
Helmut Koch (* 24. September 1919 in Oberlübbe; † 7. August 2015) war ein deutscher Betriebswirt, bekannt für die Unternehmensführung.

## Leben
Helmut Koch beantragte am 8. Juli 1938 die Aufnahme in die NSDAP und wurde zum 1. September desselben Jahres aufgenommen (Mitgliedsnummer 6.942.878). Er studierte Wirtschaftsingenieurwesen an der Technischen Hochschule Berlin. Er wurde 1948 an der Technischen Hochschule Hannover promoviert. Anschließend studierte er Betriebswirtschaftslehre, habilitierte sich 1951 an der Universität Frankfurt am Main und wurde dort 1955 Ordinarius. 1957 folgte er einem Ruf an die Westfälische Wilhelms-Universität in Münster auf eine Professur an den Lehrstuhl des Instituts für Betriebsanalysen. Er erhielt mehrere Rufe an andere Universitäten, blieb aber Münster treu. 1981 erhielt er die Ehrendoktorwürde der Universität Hamburg. 1983 wurde er ordentliches Mitglied der Accademia Italiana di Economia Aziendale. Seine Emeritierung erfolgte 1984 an der Westfälischen Wilhelms-Universität.
Koch war Mitglied in vielen renommierten Gesellschaften, wie der Gesellschaft für Wirtschafts- und Sozialwissenschaften, der Schmalenbach-Gesellschaft für Betriebswirtschaft e. V. oder dem Universitätsseminar der Wirtschaft (Schloss Gracht).